# Home (film 2009)
Home è un documentario su ambiente e cambiamento climatico di Yann Arthus-Bertrand, prodotto da Luc Besson, diffuso contemporaneamente il 5 giugno 2009 nelle sale cinematografiche di 50 paesi, in concomitanza con la giornata mondiale dell'ambiente.
Home denuncia lo stato attuale della Terra, il suo clima e le ripercussioni a lungo termine sul suo futuro. Un tema che viene continuamente espresso lungo tutto il documentario è quello della interazione tra tutti gli esseri viventi. Concepito come un reportage di viaggio, il film è realizzato quasi interamente con immagini aeree, venendo prodotto in due versioni: una più breve (1h 29min 42s) per televisione, DVD e Internet, e una più lunga (120 minuti) per il cinema.

## Trama
Il documentario inizia con le riprese di grandi paesaggi vulcanici, spiegando la connessione che esiste tra le alghe monocellulari e la nascita della vita sul nostro pianeta. Successivamente il documentario approfondisce tematiche riguardanti le attività dell'uomo e sui nefasti effetti che queste stesse attività producono sull'ecosistema. Partendo dalla rivoluzione agricola e il suo impatto sulla natura, vengono affrontate le questioni riguardanti il petrolio, l'industrializzazione, le città e le disuguaglianze sociali, che non sono mai state così grandi quanto nel nostro tempo. L'attuale situazione degli allevamenti di bovini, la deforestazione in Amazzonia e in altre parti del mondo, la carenza di prodotti alimentari e di acqua pulita, l'eccessiva estrazione di materie prime e la sempre maggiore richiesta di energia elettrica sono alcuni dei temi trattati. Città come New York, Las Vegas, Los Angeles, Mumbai, Tokyo e Dubai sono mostrate come esempio di pessima gestione con i loro ingenti sprechi di energia, acqua e cibo. Lo scioglimento dei ghiacciai e l'essiccamento delle paludi e dei grandi fiumi vengono mostrati attraverso le riprese aeree effettuate in Antartide, al Polo Nord e in Africa, denunciando l'aumento della emigrazione di massa e dei rifugiati nel caso in cui non vengano subito prese le adeguate contromisure.
A questo punto del documentario viene posta l'attenzione sul riscaldamento globale e il buco dell'ozono, evidenziando come lo scioglimento dei ghiacciai, l'innalzamento del livello del mare e il cambiamento meteorologico non hanno solo a che fare con il terzo mondo, ma che, continuando di questo passo, molto presto interesseranno anche le regioni più sviluppate. Per circa tre minuti del film vengono forniti i dati sulla situazione attuale che vengono visualizzati mediante grandi scritte bianche e grigie su sfondo nero. La conclusione del film cerca di essere al tempo stesso positiva e propositiva. Il documentario, dopo aver mostrato le terribili conseguenze di alcune attività umane sul nostro pianeta e sul suo ecosistema, fornisce indicazioni riguardo alle energie rinnovabili, la creazione di parchi nazionali, la cooperazione internazionale tra le varie nazioni in merito alle questioni ambientali come risposta agli attuali problemi che affliggono la terra.

## Produzione
Home è stato girato in varie fasi a causa della vastità delle aree riprese. Ci sono voluti oltre diciotto mesi di tempo per completarlo. Il regista, Yann Arthus-Bertrand, un cameraman, un ingegnere di macchina e un pilota hanno volato su di un piccolo elicottero attraverso varie regioni in oltre cinquanta paesi. Le riprese sono state effettuate in alta definizione Cineflex con le telecamere sospese a un giroscopio stabilizzato da una sfera fissata su una rotaia posta sull'elicottero stesso. Queste telecamere, originariamente progettate per scopi bellici, sono automaticamente in grado di ridurre le vibrazioni contribuendo in questo modo a catturare immagini molto stabili e pulite tanto da far sembrare che le riprese siano state effettuate con metodi tradizionali quali le gru o i carrelli. Dopo praticamente ogni volo, le registrazioni venivano immediatamente controllate assicurandosi in questo modo che fossero di altissima qualità. Quando tutte le riprese sono state completate, Besson e il suo staff hanno impiegato oltre 487 ore per editarlo e montarlo.

## Distribuzione
Per promuovere il documentario sono stati creati quattro canali ufficiali su YouTube, homeproject in lingua inglese che contiene anche le versioni in russo, arabo e italiano, homeprojectfr in lingua francese, homeprojectes per la versione in spagnolo e homeprojectde per la versione in tedesco. Inizialmente sono state caricate brevi clip che mostravano alcuni spezzoni delle riprese effettuate in tutto il mondo.
Il 9 marzo 2009 una conferenza stampa si è tenuta a Parigi, in Francia, dove Yann Arthus-Bertrand e vari produttori hanno spiegato ai media le questioni sollevate nel film, e che Home sarebbe stato il primo film a essere distribuito contemporaneamente nei teatri, in televisione, su DVD e su Internet in tutti e cinque i continenti.
Il 5 maggio 2009 una seconda conferenza stampa si è svolta sempre a Parigi, dove gli stessi membri dello staff hanno annunciato che la data di uscita del film sarebbe stata il 5 giugno 2009 in concomitanza con la Giornata mondiale dell'ambiente. In questa stessa occasione, hanno anche annunciato che Home sarebbe stato totalmente gratuito proprio per dare la possibilità a tutti di vederlo. Il regista ha tenuto a precisare che "i vantaggi di questo film non dovevano essere conteggiati in denaro, ma in ascolti". Durante la conferenza stampa è stato anche rivelato che PPR aveva l'intenzione di sponsorizzare il film, al fine di rendere sostenibili gli alti costi, tanto di realizzazione e produzione quanto di distribuzione.
Il film, che è stato disponibile gratuitamente fino al 13 giugno 2009 su YouTube, è stato tradotto in 14 lingue. L'edizione in DVD, in formato Blu-ray, è stata prodotta dalla 20th Century Fox e contiene le versioni in inglese e in francese. È stato stimato che saranno vendute più di 100 000 copie del DVD. Quando i costi di produzione saranno stati completamente coperti, tutti gli ulteriori proventi verranno devoluti alla Good Planet Company.

## Accoglienza
Il film, sin dal primo giorno di pubblicazione, ha ricevuto una eccellente accoglienza ed è stato visualizzato oltre 400.000 volte, combinando le varie versioni realizzate nelle differenti lingue, nelle sole prime ventiquattro ore dalla sua pubblicazione su YouTube. Nello stesso giorno è stato inoltre trasmesso su moltissimi canali televisivi e teatri di tutto il mondo. Al suo debutto sulla emittente televisiva francese France 2 è stato visto da oltre 8,3 milioni di spettatori. In India è stato trasmesso attraverso la emittente via cavo STAR World.